# John Evans (explorateur)
Pour les articles homonymes, voir Evans et John Evans.
John Evans (Waunfawr, avril 1770-La Nouvelle-Orléans, mai 1799) est un explorateur britannique.

## Biographie
Né près de Caernarfon, il est missionné par Iolo Morganwg pour aller enquêter sur la découverte de l'Amérique par Madog et sur l'existence possible de tribus indiennes galloises. Il arrive ainsi à Baltimore aux États-Unis en octobre 1792. Visitant Saint-Louis en Louisiane (printemps 1793), il y est fait prisonnier pour espionnage.
En 1795, il dirige une expédition anglo-espagnole pour rechercher une voie d'accès du Missouri à l'océan. Il séjourne chez les indiens Mandans et rentre à Saint-Louis en 1797.
Sa carte du Missouri sera plus tard utilisée par Lewis et Clark.

## Hommage
Le film concept American Interior (en), créé et produit par Gruff Rhys le 5 mai 2014, raconte la vie de John Evans.